# 卡斯塔莫努省
卡斯塔莫努省（土耳其语：Kastamonu il）是位于土耳其北部黑海沿岸的一个省，面积13,473平方公里，首府卡斯塔莫努。